# Variante Palmira-Agrelo
La Variante Palmira–Agrelo es una autopista en construcción ubicada en la provincia de Mendoza, Argentina. Con una extensión de 36,5 km, conectará la Ruta Nacional 7 con la Ruta Nacional 40, mejorando la circulación del tránsito pesado que se dirige hacia el Paso Internacional Cristo Redentor.

## Características técnicas
La autopista está diseñada para optimizar el tránsito de cargas pesadas y mejorar la conexión vial entre el este y el oeste de Mendoza. Las principales características son:
- Longitud: 36,5 km
- Tipo de vía: Autopista de doble calzada
- Carriles: 2 por sentido
- Ancho de calzada: 7,30 m por sentido
- Cantero central: 12 m
- Banquinas: 3 m, pavimentadas
- Intersecciones a distinto nivel: 20
- Puentes: 20 proyectados
- Avance de obra: 92% (abril de 2025 como fecha estimada de finalización)
- Obras complementarias: defensas tipo New Jersey y Flexbeam, desagües, alcantarillas, cunetas hormigonadas y carpeta asfáltica en ejecución.[1]

## Historia
La construcción fue planificada en 2017 bajo la gestión de Mauricio Macri, con el objetivo de descongestionar los accesos a la ciudad de Mendoza y mejorar la conectividad del corredor bioceánico hacia Chile. La obra ha sido priorizada por el Gobierno Nacional y forma parte de un plan integral de obras viales en la región.

## Avances y dificultades
Aunque ha habido un avance importante en la infraestructura, se enfrentaron demoras por litigios judiciales vinculados a la expropiación de terrenos para dos puentes clave. Además, la inflación y escasez de materiales como el asfalto generaron dificultades en la continuidad de las tareas.

## Importancia comercial y estratégica
La Variante Palmira–Agrelo es estratégica para el transporte nacional e internacional. Permite desviar el tránsito de carga que actualmente circula por zonas urbanas del Gran Mendoza, mejorando la seguridad vial y reduciendo un 35% los tiempos de viaje.
Además, forma parte del Corredor Bioceánico Central, clave para el intercambio comercial entre Argentina, Chile y los mercados asiáticos a través de los puertos del Pacífico. Se estima que más de 70.000 vehículos diarios utilizarán esta conexión una vez finalizada.